# دین موکسی
دین موکسی (انگلیسی: Dean Moxey؛ زادهٔ ۱۴ ژانویهٔ ۱۹۸۶) بازیکن فوتبال اهل بریتانیا است.
از باشگاه‌هایی که در آن بازی کرده است می‌توان به باشگاه فوتبال بولتون واندررز، تیم سی فوتبال ملی انگلیس، باشگاه فوتبال دربی کانتی، باشگاه فوتبال کریستال پالاس، و باشگاه فوتبال اکستر سیتی اشاره کرد.
وی همچنین در تیم ملی فوتبال تیم سی فوتبال ملی انگلیس بازی کرده است.